# Route nationale 21 (Suède)
Pour les articles homonymes, voir Route nationale 63.
La route nationale 21 (en suédois : Riksväg 21) est une route nationale reliant Kristianstad et Helsingborg en Suède,.

## Présentation
La route nationale 21 relie le nord-est du comté de Scanie (Kristianstad/Hässleholm) au nord-ouest du comté de Scanie (Helsingborg/Ängelholm).
La route nationale 21 commence du côté ouest de Kristianstad, à un croisement avec la route européenne 22 et la route nationale 19.
Elle s'étend d'abord vers le nord-ouest, puis en direction de l'ouest à travers des zones vallonnées avec des prairies et des forêts jusqu'à Hässleholm.
A Hässleholm  elle croise la route nationale 23 et la route nationale 24 puis elle traverse Tyringe, Perstorp.
La route longe ensuite le côté sud de  Klippan  et le côté nord d'Åstorp puis, à environ 15 kilomètres au nord-est d'Helsingborg, elle rejoint la route européenne 4 avec laquelle elle partage son dernier troncon jusqu'à Helsingborg.

## Tracé
| Km     | Lieu         | Carte interactive |
| ------ | ------------ | ----------------- |
| 0 km   | Kristianstad |                   |
|        | Önnestad     |                   |
|        | Vinslöv      |                   |
|        | Hässleholm   |                   |
|        | Tyringe      |                   |
|        | Perstorp     |                   |
|        | Klippan      |                   |
|        | Kvidinge     |                   |
| 89 km  | Åstorp       |                   |
| 111 km | Helsingborg  |                   |